# Хонсторф (Эльбе)
Хонсторф (нем. Hohnstorf) — община в Германии, в земле Нижняя Саксония.
Входит в состав района Люнебург. Подчиняется управлению Шарнебек. Население составляет 2474 человека (на 31 декабря 2010 года). Занимает площадь 10,22 км².
Коммуна подразделяется на 2 сельских округа.